# Královská švédská akademie věd
Královská švédská akademie věd (švédsky Kungliga Vetenskapsakademien) je jedna z královských akademií ve Švédsku. Je to nezávislá nevládní vědecká organizace, jejímž cílem je podpora vědy, především přírodních věd a matematiky.
Akademii založili roku 1739 přírodovědec Carl Linné, merkantilista Jonas Alströmer, inženýr Mårten Triewald a politik Anders Johan von Höpken. Byla vytvořena po vzoru britské Royal Society a francouzské Akademie věd.
Výbory Akademie mimo jiné vybírají laureáty mezinárodních cen:
- Nobelova cena za fyziku, chemii a ekonomii[2]
- Crafoordova cena v oboru astronomie, matematiky, zeměpisných věd, biologických věd včetně ekologie a polyartritis[3]
- Ceny Rolfa Schocka v oboru logiky a filosofie[4]
- Cena Gregorie Aminoffa v oboru krystalografie[5]